# Solecardia eburnea
Solecardia eburnea ist eine Muschel-Art aus der Familie der Galeommatidae. Sie kommt an der Westküste Amerikas von Niederkalifornien bis Ecuador vor.

## Merkmale
Die gleichklappigen, mäßig geblähten Gehäuse sind bis 30 mm lang. Sie sind annähernd gleichseitig bis leicht ungleichseitig, die Wirbel sind leicht vor der Mittellinie. Die Dorsalränder sind nahezu gerade und fallen flach zum Vorder- und zum Hinterrand ab. Der Hinterrand ist geringfügig verlängert. Der Ventralrand ist fast gerade bis leicht konkav gewölbt.
Das externe Ligament ist lang und dünn; es liegt etwas vor den Wirbeln. Das kurze interne Ligament ist schmal und verläuft schräg zur Schlossplatte. Die Schlossplatte ist schmal, erstreckt sich aber fast über den gesamten Dorsalrand. In der rechten Klappe sind ein kleiner Hauptzahn und ein leistenförmiger hinterer Lateralzahn. In der linken sind ein kurzer Hauptzahn und ein langer, hinterer Seitenzahn vorhanden. Es sind zwei rundliche Schließmuskeln vorhanden. Die Mantellinie ist ganzrandig.
Die weißliche Schale ist dünn, aber fest. Die Ornamentierung besteht aus randparallelen Streifen, die zur Bauchseite hin kräftiger werden. Auch die schwachen radialen Rippen werden zur Bauchseite kräftiger. Die Oberfläche ist glänzend und punktiert (nur in frischen Exemplaren sichtbar). Das seidig glänzende, durchscheinende Periostrakum ist dünn und persistierend. Der innere Klappenrand ist fein gekerbt.

## Geographische Verbreitung und Lebensraum
Das Verbreitungsgebiet reicht von Niederkalifornien bis Ecuador. Sie kommt vom Gezeitenbereich bis in etwa 45 Meter Wassertiefe vor.

## Taxonomie
Das Taxon wurde 1849 von Timothy Abbott Conrad aufgestellt. Es ist die Typusart von Solecardia Conrad, 1849. Die Art wurde als gültiges Taxon bewertet. MolluscaBase listet als jüngeres Synonym Scintilla cumingii Deshayes, 1856.